# Pierre Maas
Peter (Pierre) Maas, (Erpeldange, 13 mei 1902 – Remich, 25 oktober 1993) was een Luxemburgs docent, kunstschilder en musicus.

## Leven en werk
Pierre Maas was een zoon van Nicolas Maas en Marie Felten. Hij werd opgeleid tot onderwijzer en behaalde in 1936 het examen voor instituteur primaire supérieur. Hij gaf les in Wiltz, tot hij in 1948 werd benoemd tot Oberprimärlehrer in Remich. In 1962 ging hij met pensioen, hij mocht zich voortaan Ehrenoberprimärlehrer noemen en ontving voor zijn verdiensten de pauselijke onderscheiding 'Bene Merenti'.
Maas was getrouwd met Marie Dalhem. Zij kregen twee kinderen, onder wie de kunstenares Ger Maas (1931-2020). In 1951 schreef Maas met zijn dochter het sprookje Die Sonnenprinzessin im Kartoffelfeld. Maas speelde onder meer orgel en viool, hij was dirigent van het Caeciliakoor en organist van de dekenaatskerk in Remich. Hij was in zijn jeugd al een fervent tekenaar en nam tijdens zijn loopbaan deel aan diverse tekenwedstrijden. Als schilder was hij autodidact, hij maakte zowel impressionistische als expressionistische aquarellen van onder andere Remich en het Moezellandschap. Hij werd net als zijn dochter lid van de Cercle Artistique de Luxembourg (CAL). Hij exposeerde na zijn pensioen op de jaarlijkse salons du CAL en had solotentoonstellingen bij onder andere boekhandel Gretsch-Bertouy (1962) en Hôtel Beau-Séjour (1970, 1971, 1972) en een retrospectief (1977) in het stadhuis van Remich.
Pierre Maas overleed op 91-jarige leeftijd.
- Musée national d'archéologie, d'histoire et d'art: lkl004174